# Tassin-la-Demi-Lune
Tassin-la-Demi-Lune là một xã thuộc tỉnh Rhône trong vùng Rhône-Alpes phía đông nước Pháp. Xã này nằm ở khu vực có độ cao trung bình 186 mét trên mực nước biển.